# Enrico Mariani
Enrico Mariani fue un deportista italiano que compitió en remo. Ganó tres medallas en el Campeonato Europeo de Remo, en los años 1931 y 1932.

## Palmarés internacional
| Campeonato Europeo | Campeonato Europeo    | Campeonato Europeo | Campeonato Europeo |
| Año                | Lugar                 | Medalla            | Prueba             |
| ------------------ | --------------------- | ------------------ | ------------------ |
| 1931               | París (Francia)       | Medalla de plata   | Scull individual   |
| 1931               | París (Francia)       | Medalla de bronce  | Doble scull        |
| 1932               | Belgrado (Yugoslavia) | Medalla de oro     | Scull individual   |